# I'm Your Man (canción de Wham!)
«I'm Your Man» cuya traducción significa «Soy tu Hombre» es una canción del dúo británico Wham!, Publicada en Epic Records en 1985. Fue escrita por George Michael.

## Personal
- George Michael - voz principal y coros, sintetizadores y caja de ritmos
- Andrew Ridgeley - coros
- Richard Cottle - sintetizadores
- David Baptiste - saxofón
- Shirlie Holliman, Helen "Pepsi" DeMacque, Janet Mooney, Leroy Osbourne, Jenny Hallet - coros

## Lista de canciones

### 7": Epic / A 6716 (UK)
1. «I'm Your Man» (4:05)
2. «Do It Right» (4:05)

### 12": Epic / TA 6716 (UK)
1. «I'm Your Man» [Extended Stimulation] (6:53)
2. «Do It Right» (4:05)
3. «I'm Your Man» [A capela] (4:17)

- También lanzado como un disco de imágenes (WTA 6716) y en casete (TA40 6716)

## Lista de posiciones
| Listas (1985)  | Mejor posición |
| -------------- | -------------- |
| Suecia         | 15             |
| Francia        | 34             |
| Austria        | 14             |
| Sudáfrica      | 13             |
| Suiza          | 7              |
| Noruega        | 4              |
| Australia      | 3              |
| Reino Unido    | 1              |
| Estados Unidos | 3              |

- Datos: Q368996